# The All is One
The All Is One è un album in studio del gruppo rock norvegese Motorpsycho. Si tratta dell'ultimo lavoro della trilogia dedicata a Hakon Gullvag (che firma le copertine di questi dischi), iniziata con The Crucible pubblicato il 28 agosto 2020. I Motorpsycho dichiararono che i quadri di Gullvag sono stati in molti casi di ispirazione per la loro musica. Per questo  cercarono la collaborazione con il pittore. L'album è disponibile in doppio CD, doppio LP e in formato digitale compresso lossless FLAC.

## Tracce
DISCO 1
1. The All Is One – 8:50
2. The Same Old Rock (One Must Imagine Sisyphus Happy) – 5:17
3. The Magpie – 5:35
4. Delusion (The Reign Of Humbug) – 2:44
5. N.O.X I - Circles Around The Sun Pt 1 – 9:10
6. N.O.X II - Ouroboros (Strange Loop) – 8:22
7. N.O.X III - Ascension – 3:36

DISCO 2
1. N.O.X IV - Night Of Pan – 15:32
2. N.O.X V - Circles Around The Sun Pt 2 – 5:54
3. A Little Light – 2:18
4. Dreams Of Fancy – 9:36
5. The Dowser – 2:45
6. Like Chrome – 5:03

## Personale
Motorpsycho
- Bent Sæther: basso, chitarra, voce, tastiere;
- Hans Magnus Ryan: chitarra, voce, tastiere;
- Tomas Järmyr: batteria, percussioni, voce.

Ospiti
- Ola Kvernberg: tracce 9-5 e 2-2;
- Lars Horntveth: tracce 9-5 e 2-2;
- Reine Fiske: tracce 1-1, 1-2, 1-3, 2-4 e 2-6.